# 岐阜県県政資料館
岐阜県県政資料館（ぎふけんけんせいしりょうかん）は、岐阜県山県市にあった、明治以降の岐阜県政についての資料を保存ならびに展示する資料館である。財団法人岐阜県教育文化財団が管理運営していた。岐阜県の行財政改革に伴い、2009年3月をもって廃止された。同年に山県市に土地・建物は売却され、改修を経て2010年から同市高富児童館として利用されている。
岐阜県関係の発行物や写真、メダルなどの資料のほとんどが蓄積されているため、各地で展示会が行われる場合はここから資料が貸し出されていた。常設展示のほか、定期的な企画展示も行われていた。

## 館内
- エントランスホール - 電気時計や美濃和紙を編んで作ったステージ衣装が目を引くエントランス。エントランスを入ると、旧県庁舎（現岐阜総合庁舎）で1951年から使用していて現在でも時を刻んでいる電気時計や2003年に行われた花の都ぎふ祭り「花華コンサート」で加藤登紀子と原田真二が着用した美濃和紙を編んで作ったステージ衣装が展示されていた。
- 常設展示室1 - 平成から昭和後期の資料を展示
- 常設展示室2 - 昭和・大正・明治時代の資料を展示
- 企画展示室 - 定期的に企画展示を行っている。ギャラリーや学習発表の場として一般に開放している。
- 展示保管室 - 県が発行した書籍等を自由に閲覧できる。
- 交流サロン - 来館者の交流の場
- 資料保管室 - 県政の資料などの保管

## 沿革
- 1896年（明治29年）2月 - 山県県事務所設置
- 1961年（昭和36年）8月28日 - 山県県事務所が建設される。（現在の建物）
- 2000年（平成12年）3月 - 山県県事務所閉庁
- 2001年11月4日 - 山県県事務所の建物を利用して岐阜県県政資料館が開館。
- 2009年3月31日 - この日限りで廃止。